# Catedral de Nossa Senhora do Santo Rosário (Curaçau)
A Catedral de Nossa Senhora do Santo Rosário também conhecida como Catedral de Pietermaan ou Catedral do Santo Rosário (em papiamento: Kathedrale Reina di Santisimo Rosario, em holandês: Heilige Rozenkrans kathedraal) é um templo religioso que pertence à Igreja Católica e funciona como a Catedral da Diocese da cidade de Willemstad (Dioecesis Gulielmopolitana) em Curaçau.

## Historia
Foi construído em 1870, sendo exterior da cor ocre dourada e com partes brancas. A parte interior está desenhada e pintada de branco brilhante. A catedral também é adornada com estátuas, como as dedicadas ao venerável Dr. José Gregorio Hernández (a quem alguns fiéis atribuem milagres na Venezuela e Curaçau) e uma dedicada à Virgem Maria semelhante à de Pieta na Itália.
A catedral segue o rito romano ou latino e desde 1997 é um Patrimônio Mundial da UNESCO como parte da Cidade de Willemstad e Área Histórica do Porto.